# Festuca eskia
Espèce
Classification phylogénétique
Répartition géographique
La Fétuque eskia ou le Gispet (Festuca eskia) est une espèce de plantes herbacées du genre Festuca et de la famille des Poaceae. Cette fétuque est une endémique pyrénéenne que l'on retrouve dans les pelouses montagnardes siliceuses et d'autres en gradins.

## Étymologie
« Festuca » proviendrait du celtique « fest » signifiant « pâture » car le genre est fréquent dans les pâturages. « eskia » viendrait de l'espagnol « esquiza » et du grec « skizeïn » signifiant « fendre », car cette plante est réputée pour blesser le mufle ou les flancs des bestiaux.

## Description

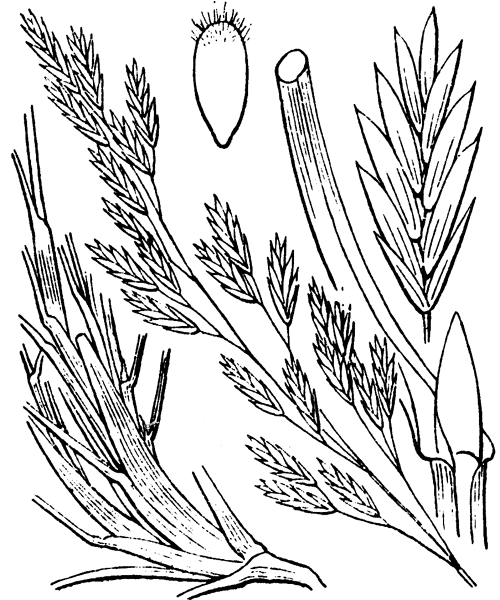
Fétuque eskia, gravure de H. Coste

Cette fétuque est une plante vivace de 20 à 50 cm de haut, cespiteuse et sociale dont la floraison est de juillet à aout et la pollinisation est effectuée par le vent.
Sa souche est courte, rameuse et fibreuse. Ses feuilles, d'un vert brillant à glauque, sont enroulées à la manière des joncs, épaisses (1 à 1,5 mm) et piquantes. Les feuilles basales sont très longues, souvent arquées, lisses et glabres. Leur ligule est très longue (4 à 7 mm) et souvent fripée. Les fleurs sont panachées de vert, de jaune et de violet et dressées en panicule, dont la tige est fixée isolément ou par binôme. Les épillets  sont assez long (de 8 à 10 mm) et contiennent 5 à 8 fleurs. Les glumes sont de taille inégale et aigües. Les glumelles inférieures sont lancéolées et très membraneuses. Elles portent 5 nervures parallèles et sont prolongées par une courte pointe ou une arête. La souche forme également une multitude de rejets stériles sortant des gaines inférieures, ce phénomène se nomme « innovation extravaginale ».

### Sous-espèce, variétés et hybride
- Festuca eskia subsp. eskia[2]
- Festuca eskia var. eskia[3]
- Festuca eskia var. orientalis 'Nègre'[4]

Festuca eskia s'hybride naturellement avec Festuca gautieri, il faut donc être attentif aux caractères communs et distinctifs lors de la détermination. Par ailleurs, une confusion peut exister avec la variété Festuca eskia var. flavescens Loscos & J.Pardo  pour la sous-espèce Festuca gautieri subsp. scoparia (Hack. & A.Kern.) Kerguélen.

## Écologie

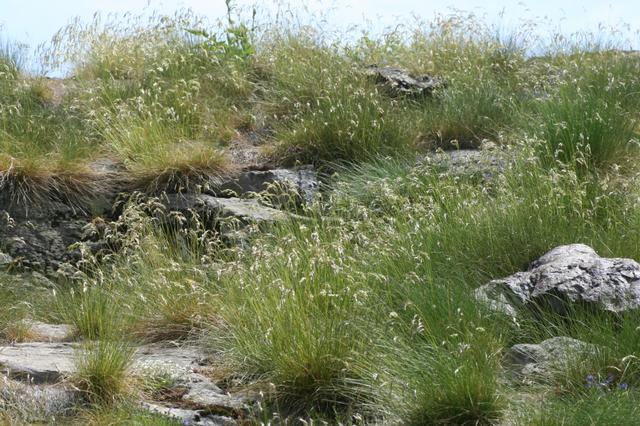
Festuca eskia

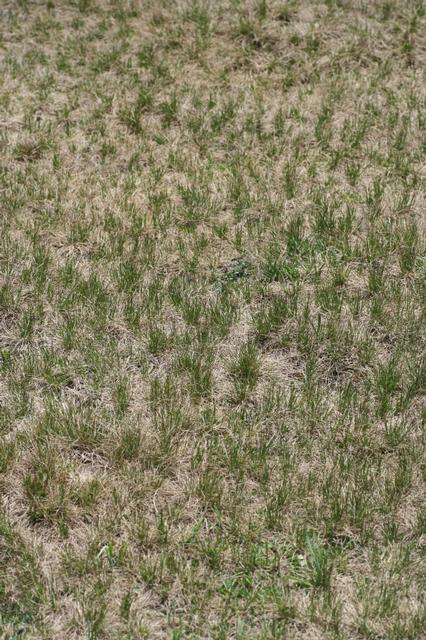
Pelouse silicieuse pyrénéenne à Festuca eskia (Festucion eskiae)

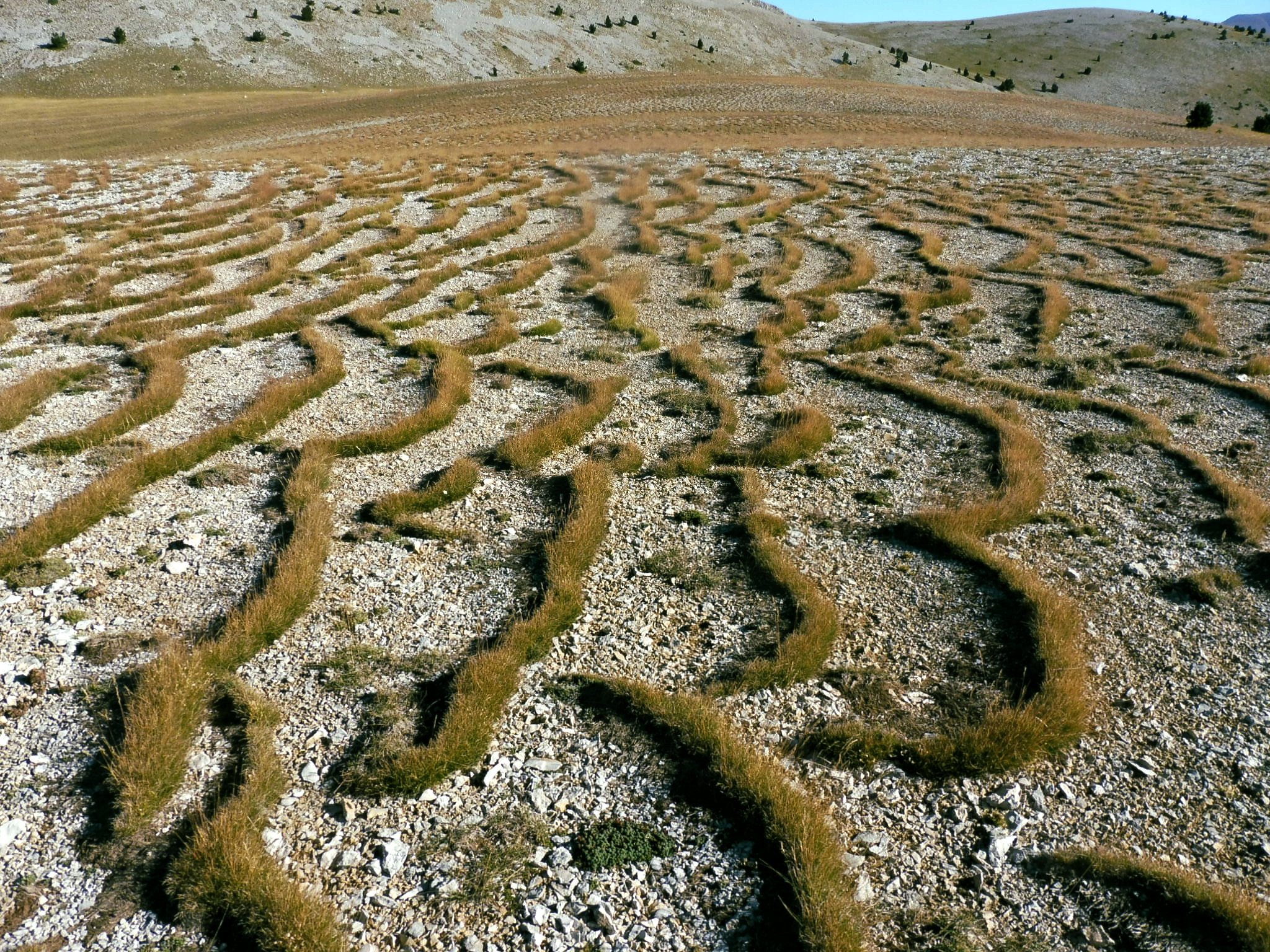
Pelouse à 2340 m d'altitude (Solsonès, Catalogne, Espagne)

### Distribution géographique
Le gispet est très commun dans les Pyrénées françaises et espagnoles, d'où il est endémique. Il est présent du sommet de l'étage collinéen à l'étage alpin, de 500 à 3 000 m d'altitude. Ces caractéristiques font de lui un orophyte endémique pyrénéen.

### Exigences écologiques
Festuca eskia est une héliophile totale. Elle affectionne les sols acides, contenant peu de bases et très peu d'éléments nutritifs. Elle est liée aux limons qu'ils soient purs, sableux ou caillouteux. La silice fait partie de ses préférences. Quant à ses exigences en eau, elles sont assez moyennes voire modestes.

### Phytosociologie
Le gispet affectionne les éboulis à Tabouret à feuilles rondes (Noccaea rotundifolia), les pelouses montagnardes à Nardus stricta paturées par les moutons ou non (Nardion strictae). Il est également courant dans les combes à neige à saule herbacé (Salicetea herbaceae), les hêtraies et hétraies-sapinières ouvertes (Luzulo-fagion), les pineraies et les landes à callune, myrtiller et rhododendron (Rhododendron-vaccinion) et les landes à genévrier nain (Juniperion nanae).
Son caractère social créé un biotope particulier, les pelouses du Festucion eskiae :
- En ubac, ce sont des pelouses mésophiles silicieuses, fermées, subalpines et alpines et des dépressions des Pyrénées. Plusieurs plantes peuplent ce biotope : Arnica montana, Ranunculus pyrenaeus, Selinum pyrenaeum, Trifolium alpinum, Campanula barbata, Campanula scheuchzeri, Gentiana punctata, Gentiana alpina, Pseudorchis albida, Phyteuma betonicifolium.
- En adret, ce sont des prairies ouvertes, thermophiles, striées, organisées en gradins retenant les pierres, avec des marches quasi nues en zones subalpines supérieures et alpines inférieures des Pyrénées, quelquefois associées avec Carex sempervirens.

Ces habitats sont des lieux privilégiés par les vipères qui s'abritent souvent sous leur grosse touffe, ce qui créé des terrains de chasse intéressant pour de nombreux rapaces montagnards.

### Champignon endophyte
Une étude conduite par l’INRA  a montré qu'il existait chez Festuca eskia un gradient d'infestation par un champignon endophyte en lien avec la tolérance à la sécheresse qu'il procure à la plante, sa fréquence diminuant tandis qu’elle progresse vers l’atlantique. Cet endophyte pourrait s'avérer être un atout pour la revégétalisation sur des zones très séchantes comme des éboulis. En effet, ce champignon, utilisé pour accroître la tolérance au stress des fétuques et ray-grass, est largement utilisé pour augmenter le succès d’implantation et la pérennité des prairies semées aux États-Unis, en Nouvelle-Zélande et en Australie.

## Intérêt communautaire
L'alliance du Festucion eskiae figure sur la liste des habitats d’intérêt communautaire européen. Cependant, même si ce groupement présente des cortèges floristiques parfois riches, il est souvent pauvre et dépourvu d’espèces patrimoniales. De plus, les pelouses à fort recouvrement par la fétuque gispet conservent une valeur pastorale faible, du fait de sa faible appétence. Toutefois, J.P. Jouglet rappelle que ces pelouses occupent souvent une superficie importante et peuvent, de ce fait, représenter une part importante de la ressource fourragère de l’unité pastorale. À titre indicatif, J.P. Jouglet propose sur les estives à Festuca eskia un chargement de 65 à 80 génisses/jour/ha contre 80 à 160 brebis/jour/ha,.